# Стаївка
Ста́ївка — село в Україні, у Шептицькому районі Львівської області. Населення становить 495 осіб.

## Положення
Розташоване неподалік м. Белз (9 км), і за 3 км від державного кордону з Республікою Польща. З районним центром село сполучене колією Львівської залізниці та трасою міжнародного значення (яка веде з Польщі через пункт пропуску в м. Рава-Руська). На околиці села колись знаходився стаціонарний контрольний пост прикордонного відомства.

## Історія
Село Стаї належало до Равського повіту. На 01.01.1939 в селі проживало 890 мешканців, з них 480 українців-грекокатоликів, 270 українців-римокатоликів, 100 поляків, 40 євреїв.
Після Другої світової війни село опинилося у складі Польщі. 26-30 червня 1947 року під час операції «Вісла» польська армія виселила зі Стаївки на щойно приєднані до Польщі північно-західні терени 41 українця. У селі залишилося 243 поляки.
За радянсько-польським обміном територіями 15 лютого 1951 року село передане до УРСР, а частина польського населення переселена до Нижньо-Устрицького району, включеного до складу ПНР.
Документальні згадки про Стаї припадають на 1419 р., коли  село вже існувало і ще не мало колонізаторів, а забезпечувало монастир сільськогосподарськими продуктами і називалося «монастирським селом». Є підстави вважати, що назва села походить від — староукраїнського «стая» (стадо). Тут водилися стада (стаї) диких птахів, яких з бігом часу люди приручили.
У 1760 р. була збудована церква св. Архистратига Михайла (дерев’яна), згоріла 1946 р. а в 1996 р. на її місці споруджено цегляну. Належала до однобанних церков галицького типу. Складалася з квадратової нави, вужчого прямокутного бабинця й рівноширокого бабинцю гранчастого вівтаря. Наву покривала велика шоломова баня з ліхтарем і маківкою, поставлена на низький світловий восьмерик, гребені п’ятисхилого даху вівтаря й двосхилого причілкового – бабинця сягали середини восьмерика над навою. Будівлю оперізувало вузьке піддашшя.
У 1939-1941 роках парохом був отець Осип Лещук. У жовтні 1945 року він був арештований і засуджений на 10 років таборів. Загинув у с. Божкові під Полтавою 1949 року. Із 1946 року – коли згоріла церква, парохіяни ходили молитися в село Острівок. У 1991 році розпочалось будівництво нового храму, яке було завершено 1996 року. Служили такі священики: о. Михайло Ментух, о. Василь Чайківський, о. Петро Бугель, о. Володимир Євтушенко, о. Михайло Левицький, о. Михайло Паталай, о. Роман Хілінський, о. Григорій Зельман, о. Михайло Корицький,  о. Роман Гонтарик. 
  В період з 1900 до 1941 року у Стаях розвивалася українська духовна і національна культура: створено «Просвіта»,   Народний дім, жіноче товаристію, театральний, хоровий гуртки, «Пласт», «Рідна школа» об’єднували усе свідоме населення села. У Стаях був добрий хор.
А з 1945 року с. Стаївка входить до складу України, люди були відселені до Польщі, в селі залишились лише окремі українські сім’ї. Кордон між Україною і Польщею розмежовував Стаївку із селом Корчмин. У той же час населення с. Тарнава Турківського району внаслідок операції «Вісла» (1946-1948 рр.) було відселено із свого села. Деякі сім’ї були переселені по 3-4 рази, аж допоки більша частина із них була залишена на постійне місце проживання у Стаївці.
Як у кожному селі, так і в Стаях, було багато легенд, що жили серед народу. Один із переказів розповідає про появу Матері Божої біля Корчминського лісу, де у свій час стояла Капличка біля джерела.  Багато незвичайних історій розповідали про цей образ: Згодом Капличку, яку направив (відреставрував) Михайло Лотоцький - місцевий художник, перевезено до Стай, де вона є і сьогодні.
1862 р. у Стаях була побудована Каплиця Успіння Пресвятої Богородиці, на місці, де було виявлене чудотворне джерело. В середині XIX ст. хлопець зі Стаїв зауважив незвичне диво, про що розповів священику, який визнав, що це було об’явлення Матері Божої. Після цього село вирішило поставити на тому місці каплицю. Мешканці з довколишніх регіонів приходили до цього місця на прощу аж до 1951 р., коли було змінено лінію польсько-радянського кордону і каплиця опинилася на самій прикордонній смузі. Органи радянської влади суворо забороняли наближатись до святого місця. Лише з 90-х рр.. розпочато впорядкування території, відновлено фігуру Матері Божої, встановлено дерев’яну капличку, висипано невеликий курган, а на ньому два обеліски для вшанування тих, котрі боролись за волю України. 28 серпня 2004 р. вперше відкрито кордон і прочани з України та Польщі могли після півстоліття знову зустрітись та вшанувати Пресвяту Богородицю.
У 1984 р. було збудовано нову школу. У Радянський період існував колгосп ім. Карла Маркса, який згодом був перейменований на колгосп «Солокія». У 2007 р. колгосп був розформований.
На території розділених державними кордонами польського села Корчмин та українського Стаївка проходять Європейські Дні Добросусідства.
Соціально-культурний проект "Корчмин - транскордонний діалог культур", який сприяє у природній спосіб втіленню в життя ідеї добросусідства та пропагуванню відкритого та приязного кордону між Європейським Союзом - Польщею і Україною. Організатори сподіваються, що наступні покоління українців і поляків будуватимуть на східно-західному кордоні ЄС мости, а не залізні дроти чи мури. Дні добросусідства в Корчмині символізують братерство та співпрацю, які є важливими у зв'язку з розвитком польсько-українського порозуміння та в рамках євроінтеграції України.
Ще у ХVII стoлiттi в селi Кoрчмин вiдбувaлися релiгiйнi святкувaння 28 серпня на свято Успiння Пресвятoї Бoгoрoдицi. В прoгрaмi святкувaнъ булo пoчитaння чудoтвoрнoї iкoни Пресвятoї Бoгoрoдицi, якa знaхoдилaся у Церквi тa спiлънa мoлитвa бiля чудoдiйнoгo джерелa - мiсця об'явлення Бoгoрoдицi. Пiсля ІІ свiтoвoї вiйни oбидвa мiсця рoздiлив укрaїнсъкo-пoльський кoрдoн. Церквa oпинилaся нa пoльськoму бoцi кoрдoну на вiстaнi 500 метрiв, a каплиця з чудoдiйним джерелoм на укрaїнсъкoму бoцi на вiдстaнi 20 метрiв. Пiсля 1945 р святкувaння прoдoвжувaлися підпільно. У 2004 р вперше з'явилася можливість проведення спiльних заходів на празник Успiння Пресвятoї Бoгoрoдицi за участю поляків та українців.

## Населення

### Мова
Розподіл населення за рідною мовою за даними перепису 2001 року:
| Мова       | Кількість | Відсоток |
| ---------- | --------- | -------- |
| українська | 495       | 100%     |

## Архітектурно-культурна спадщина:
В с.Стаївка є церква арх.Михаїла, збудована 1996 році.
Каплиця Успіння Пресвятої Богородиці, як знак об’явлення Пресвятої Богородиці, пізніше на цьому місці було виявлено чудотворне джерело.
Є школа, дитячий садок, ФАП, Народний дім, бібліотека, фермерське господарство, магазин.

## Особистості
У селі народився український письменник, священник і педагог Осип Лещук.
Осип Лещук – священник – катехит, український письменник, громадський діяч, мужня стійка людина, яка віддала своє життя за нашу віру.
6 січня  1894  року в селі Стаї (нині Стаївка)  народився   О.  Лещук.   Його    батьками    були громадський діяч краю Микита Лещук та Марія з Демків. Вже з перших хвилин життя над колискою чулися набожні розмови, молитви.
Малий вдивлявся у замріяний плескіт ріки Солокії, любувався барвистістю дрімучих лісів. Можливо, тому доля захотіла, щоб хлопець віддався найбільш благородному покликанню – священичому сану, щоб служив Богові все життя і навіть пожертвував життям заради віри. Говорити про особливий достаток сім’ї Лещуків складно, бо  жили з 10 моргів поля, а виховували 4 синів і 3 доньок, навчали їх у школі. Проте всі росли у набожності, повазі до праці, співчуття до страждаючих, відданості ідеям української державності. Тому, мабуть, і життєва стежина привела синів у ряди Січових Стрільців.
Творча, допитлива натура О. Лещука проявилася вже у початковій школі у його рідному селі, а потім у Белзькій школі. Намагання пізнати духовну красу світу приводить юнака в 1906 році до Перемиської гімназії. Там відбулося знайомство з багатьма видатними діячами Галичини. У 1914 році потяг до знань приводить юнака на теологічний факультет Віденського університету. Тут він починає вивчати філософію, історію Старого Завіту, природничі науки. Бажаючи опанувати науками, О. Лещук знайомиться з мовою оригіналів, вивчає староєврейську, старогрецьку, старослов’янську та інші мови.
Перша світова війна вносить деякі зміни у життя Осипа. У 1915 році він переходить на навчання до Львівського університету, вдосконалює свої знання з катехитики, догматики, теологічної моралі, історії релігії, педагогіки, читає в оригіналі Святе Письмо. Але на деякий час навчання переривається: студенти теології йдуть на допомогу Січовим Стрільцям.  Згодом знову богословські студії в Перемишлі та Кромерижі (Чехословаччина).
28 березня 1921 року стає пам’ятним для Осипа Лещука: Перемиський єпископ Йосафат Коциловський висвячує його в священники. Рівно за місяць до цієї події він одружується в Белзі з Ольгою Князь. А вже 24 квітня цього ж року грамотою Перемиської  консисторії дістав канонічне повновладдя катехита шкіл Рави-Руської. Своєю метою Осип Лещук ставив  нести світло знань у молоді душі, їх моральну чистоту, почуття самовдосконалення на шляху до державного самовизначення України.
Найбільш досконалі моральні якості людини він бачив у дотриманні релігійних святостей.
Життя тісно пов’язує Осипа Лещука з Равою-Руською. Тут він служить катехитом гімназії. У 20-ті роки створює Марійську дружину, куди залучає всю українську молодь. При Товаристві організовує бібліотеку. Стараннями О. Лещука в Раві була створена також „Марійська дружина пань”, яка поряд з „Просвітою” проводила велику навчальну, освітню, організаційну і виховну роботу серед населення.
У 1921-1922 роках стає головою Рава – Руської філії „Просвіти”, створює звернення до громадськості країни з метою протесту проти голодомору в Наддніпрянській Україні. Крім великої педагогічної праці, організаторської та душпастирської діяльності, він був громадським опікуном знедолених, калік, сиріт у Раві. (На його будинку висів напис: „Суспільний опікун”). Люди ішли до священника не тільки за святою водицею. Отець Осип  допомагав чим міг.
10 березня 1933 року о. Лещук отримує від Львівської кураторії звання професора, а через рік Грамотою Єпископа Коциловського йому надано право носити Крилошанські відзнаки – пелерину і нарукавники. Отцю Осипу запропонували  їхати для душпастирської  діяльності в Америку. Але він залишається у рідному краї. Своїм близьким  пояснив: “Краще каміння бити на рідній землі, ніж бути володарем на чужій”.
Літературна діяльність о. Осипа Лещука припадає на перший період  його життя (1918-1922 р. р. ) . Перша світова війна і події в Галичині  у цей період – дана тема знайшла найбільший відбиток у цілому ряді оповідань. Це „Кроваві сліди” (Львів,1926), „Ждала, ждала козака” (Львів, 1928), Багато писав також про життя незаможного селянства ( повість „Ганя”, Львів, 1929, та інші). Взагалі літературну діяльність о. О. Лещук починав із гумористичних оповідань „Щоденники з Оленівки”(1919). Друкувались вони в календарях „Червоної калини”. У  творах „Американська військова місія”, „На квартирі”, ”Попсований револьвер” та ін. дещо відходить від духовного життя, більш оповідає про світське. Глибока філософська думка автора спрямована  на мирні шляхи розв’язання найскладніших конфліктних питань.
О.Лещук був знайомим з митрополитом А. Шептицьким, який рекомендував до публікації його богословські праці „Вишкіл кандидатів Марійських дружин”, „Догматику”, „Апологетику”. Серед знайомих священика були о. Іриней Назарко, Лесь Мартович, Михайло Возняк та інші  видатні діячі того часу. Два  останніх передвоєнних роки отець Лещук був парохом у своєму рідному селі Стаї  на Сокальщині. Повсякчас  він ніс у людські серця релігійні  святощі, велику моральну красу, високу національну свідомість.
Останні  роки життя о. Осип  Лещук  провів у сталінських таборах  біля Полтави. Там і загинув. Не скорився, залишився  вірним своїм релігійним переконанням. У 1990 р. було споруджено і освячено пам’ятний Хрест в селі Стаївка, де він народився. На таблиці є напис: “Цей Хрест встановлено на пам’ять о. Осипа Лещука (6.01.1894-28.08.1949) - греко-католицького священика, українського письменника, професора гімназії. Загинув у сталінських таборах. В 1939-1941р.р. був парохом у селі Стаї.”
З 1992 року у Стаївській школі відкрито музей отця Осипа Лещука. Засновником і керівником музею є колишній директор школи Марія Лотиш. З ініціативи директора школи Мирослави Ігнатюк, за підтримки Сокальської районної ради у 2019 році на фасаді Стаївської школі, яка з 2010 року носить ім’я Осипа Лещука, відкрито пам’ятну дошку із барельєфом славного земляка. Робота мистецька, іі автором є Заслужений діяч мистецтв України, член Спілки художників України  Василь Гурмак.